# Syzygiella macrocalyx
Syzygiella macrocalyx là một loài rêu tản trong họ Jungermanniaceae. Loài này được (Mont.) Spruce miêu tả khoa học lần đầu tiên năm 1876.